# Caneri
Caneri (gruz. წანერი) – lodowiec zlokalizowany na północy Gruzji w regionie Swanetia na południowym zboczu Kaukazu w dorzeczu rzeki Inguri z zachodnią ekspozycją.

## Rozmiar
W XIX wieku Caneri był drugim pod względem wielkości lodowcem Gruzji po lodowcu Twiberi: według map topograficznych z 1887 r. powierzchnia lodowca razem z połączonym lodowcem Nageba wynosiła około 48,9 km².
W 1960 r. powierzchnia Caneri bez lodowca Nageba wynosiła około 28,3 km². W kolejnych latach doszło do podziału lodowca na część południową i północną, które w 2014 zajmowały powierzchnie odpowiednio około 12,6 km² i 11,5 km².